# Oeneis albidior
Oeneis albidior är en fjärilsart som beskrevs av Jules Leon Austaut 1908. Oeneis albidior ingår i släktet Oeneis och familjen praktfjärilar. Inga underarter finns listade i Catalogue of Life.